# Галозавровые
Галозавровые (лат. Halosauridae) — семейство морских глубоководных лучепёрых рыб из отряда спиношипообразных (Notacanthiformes).

## Описание
Тело низкое, угревидное, вытянутое. Длина тела составляет до 90 см. Рот с зубами на челюстях. Рыло коническое, приостренное. Спинной плавник короткий, с 9—12 мягкими лучами, расположен над брюшными. Плавательный пузырь не имеет протока (закрытопузырные). Брюшные плавники имеют 8—10 лучей, расположены на брюхе. Колючие лучи в плавниках отсутствуют. Боковая линия пещеристая и проходит вдоль всей длины тела. Чешуя сравнительно крупная. У некоторых видов на боках имеются светящиеся органы — фотофоры.

## Биология и ареал
Океанические глубоководные рыбы. Представители семейства населяют тропические и умеренные воды Мирового океана. Встречаются на глубине 400—5000 м (преимущественно не глубже 3000 м, в абиссобенталь проникает только один вид рода Aldrovandia).

## Классификация
- Род Aldrovandia — имеется боковой ряд фотофоров.
  - Aldrovandia affinis (Günther, 1877)
  - Aldrovandia gracilis Goode & Bean, 1896
  - Aldrovandia mediorostris (Günther, 1887)
  - Aldrovandia oleosa Sulak, 1977
  - Aldrovandia phalacra (Vaillant, 1888)
  - Aldrovandia rostrata (Günther, 1878)
- Род Halosauropsis — брюшные плавники соединены друг с другом.
  - Halosauropsis macrochir (Günther, 1878)
- Род Halosaurus — брюшные плавники не соединены, на боках тела нет фотофоров.
  - Halosaurus attenuatus Garman, 1899
  - Halosaurus carinicauda (Alcock, 1889)
  - Halosaurus guentheri Goode & Bean, 1896
  - Halosaurus johnsonianus Vaillant, 1888
  - Halosaurus ovenii Johnson, 1864
  - Halosaurus pectoralis McCulloch, 1926
  - Halosaurus radiatus Garman, 1899
  - Halosaurus ridgwayi (Fowler, 1934)
  - Halosaurus sinensis Abe, 1974